# Gerygone olivace
Gerygone olivacea é uma espécie de ave da família Pardalotidae.
Pode ser encontrada nos seguintes países: Austrália e Papua-Nova Guiné.
Os seus habitats naturais são: florestas temperadas e florestas subtropicais ou tropicais húmidas de baixa altitude.